# Petroco
Petroco (em Latim medieval: Petrocus, em irlandês:  Pedrog, em francês:  Perreux; c.  468, Gales - c.  564, Cornualha) foi um príncipe britânico e santo cristão.
Provavelmente nascido no sul de Gales, ele ministrou principalmente aos bretões de Devon (Dewnens) e Cornualha (Kernow), formando então o reino de Dumnônia, onde está associado a um mosteiro em Padstow, que recebeu seu nome (Pedroc-stowe, ou 'Lugar de Petroco'). Padstow parece ter sido seu primeiro grande centro de culto, mas Bodmin se tornou o principal centro de sua veneração quando suas relíquias foram transferidas para o mosteiro de lá no final do século IX. O mosteiro de Bodmin se tornou uma das mais ricas fundações da Cornualha no século XI. Há uma segunda dedicação antiga a ele nas proximidades, em Little Petherick ou "Saint Petroc Minor".
Em Devon, as dedicatórias antigas totalizam provavelmente dezessete (mais Timberscombe, logo depois da fronteira em Somerset), principalmente costeiras e incluindo uma dentro das antigas muralhas romanas de Exeter, bem como as vilas de Petrockstowe e Newton St Petroc. No País de Gales, seu nome é comemorado em St Petrox, perto de Pembroke, Ferwig, perto de Cardigan, e Llanbedrog, na Península de Llŷn. Ele também se tornou um santo popular na Bretanha no final do século X.